# The Great Hack
The Great Hack (uneori denumit și The Great Hack: Iluzia Intimității) este un film documentar lansat în 2019 care vorbește despre scandalul de date Facebook–Cambridge Analytica, produs și regizat de Jehane Noujaim și Karim Amer, amândoi nominalizați anterior pentru Oscar (The Square, Control Room, Startup.com). Muzica filmului a fost compusă de nominalizatul la premiile Emmy, compozitorul Gil Talmi. The Great Hack a avut premiera în 2019 la Festivalul de film Sundance la secțiunea de Premiere de Documentare și a fost lansat pe Netflix pe 24 iulie 2019.
Documentarul se concentrează pe Profesorul David Carrol de la Parsons și The New School, Brittany Kaiser (fost director de dezvoltare a afacerii pentru Cambridge Analytica), și jurnalistul de investigații britanic Carole Cadwalladr. Poveștile lor se îmbină pentru a expune implicarea Cambridge Analytica în politica din diferite țări, inclusiv în campania pentru Brexit din Marea Britanie și în Alegerile prezidențiale din Statele Unite din 2016.

## Context
SCL Group a fost o companie privată de cercetare și comunicare strategică interesată să studieze și influențeze comportamentul maselor. Cu presupusa expertiză în operațiuni psihologice (psyops), compania a lucrat în operațiuni militare și politice în întreaga lume la sfârșitul anilor 1990, inclusiv în campaniile electorale din țările în curs de dezvoltare de la începutul anilor 2000. Pentru a face afaceri care implică alegeri din SUA, filiala Cambridge Analytica a fost înființată în 2012.
În 2015, Cambridge Analytica, o firmă de consultanță politică cu sediul în Marea Britanie, a început să lucreze în numele campaniei lui Ted Cruz pentru a încerca să câștige nominalizarea republicană din SUA în 2016. A folosit Facebook ca mijloc de „supraveghere politică a alegătorilor” prin colectarea bazelor de date ale utilizatorilor. Investigațiile independente privind data mining-ul, împreună cu relatările informatorilor (avertizorilor de integritate) cu privire la impactul companiei asupra Brexit-ului, au condus la un scandal privind influența rețelelor sociale în alegerile politice.
În film, scandalul Cambridge Analytica este examinat din perspectiva numeroaselor persoane implicate. Emma Briant a fost principalul cercetător pentru film.

## Scandalul
Cambridge Analytica, firma responsabilă pentru scandal, a fost dedicată pentru big data. Datele care au fost colectate au avut ca scop utilizarea lor ca parte a unei strategii de vânzare care implica crearea de campanii masive care au abordat utilizatorii într-o manieră personalizată. Rezultatele acestei campanii s-au terminat prin perturbarea politicii Statelor Unite și a Marii Britanii și a dus la acuzații de complicitate a companiilor de rețelele sociale precum Facebook.
Recoltarea ilicită de date personale de către Cambridge Analytica a fost pentru prima dată raportată în decembrie 2015 de către Harry Davies, un jurnalist de la The Guardian. A raportat că Cambridge Analytica a lucrat pentru senatorul american Ted Cruz și a utilizat recoltarea de date de la milioane de conturi ale oamenilor de pe Facebook fără acordul lor. Facebook a refuzat să comenteze povestea înafară de a spune că a investigat. Alte rapoarte au urmat să fie publicate de publicația elvețiană Das Magazin de către jurnaliștii Hannes Grasseger și Mikael Krogerus (în decembrie 2016), (mai târziu traduse și publicate de revista Vice), de către Carole Cadwalladr de la The Guardian (începând cu febuarie 2017) și de către Mattathias Schwartz de la The Intercept (martie 2017). Brittany Kaiser, fost director de dezvoltare în afaceri la Cambridge Analytica, a spus că tot ce s-a publicat în legătură cu implicarea Cambridge Analytica în Brexit și în campania lui Ted Cruz este adevărat.
Scandalul a ajuns într-un punct în care până și Mark Zuckerberg, fondatorul Facebook, a trebuit să depună mărturie oficială în fața comisiilor din Congresul Statelor Unite.

## Rezumat
Când fostul CEO al Cambridge Analytica, Alexander Nix, a fost dezvăluit pe Channel 4 că susține că are 5.000 de baze de date pentru fiecare alegător american, profesorul David Carroll a luat în seamă. El a întreprins o călătorie juridică pentru a încerca să-și revendice datele cu ajutorul avocatului Ravi Naik de la ITN Solicitors, un expert în confidențialitatea datelor în Regatul Unit. Deoarece Cambridge Analytica a procesat datele utilizatorilor prin SCL în Marea Britanie, plângerile lui Carroll au intrat sub jurisdicția britanică. Pe 4 iulie 2017, Carroll a depus o plângere la Biroul Comisarului pentru Informații (ICO) din Regatul Unit. Drept urmare, SCL a fost amendat cu 15.000 de lire sterline pentru nerespectarea ICO. De asemenea, ca urmare, Facebook a plătit 500.000 de lire sterline pentru o „lipsă de transparență și probleme de securitate legate de recoltarea de date care constituie” în scandalul aferent.
În timpul bătăliei în instanțe a lui Carrol, SCL a depus cererea de intrare în faliment. S-a constatat că activitatea Cambridge Analytica încalcă legile privind confidențialitatea din Regatul Unit. ICO a lansat o declarație în care spunea: „Dacă SCLE ar fi existat încă în forma sa inițială, intenția noastră ar fi fost să acordăm companiei o amendă substanțială pentru încălcări grave ale principiului unu din DPA1998 pentru prelucrarea neloială a datelor persoanelor în scopuri politice, inclusiv scopuri legate de acestea în campaniile prezidențiale din SUA din 2016”.
În timp ce aventura lui David Carroll se desfășoară, jurnalista de investigații Carole Cadwalladr își continuă munca în afla cât de influentă este Cambridge Analytica. Această lucrare o conduce la un avertizor de integritate, Christopher Wylie, care explică modul în care microtargeting-ul, combinat cu recoltarea în masă a datelor, a fost folosit pentru a influența alegerile. Interviurile exclusive ale lui Cadwalladr cu Wylie în The Observer dezvăluie modul în care tacticile de profilare psihografică au fost efectuate cu datele utilizatorilor răzuite de pe Facebook cu ajutorul profesorului de la Universitatea Cambridge, Aleksandr Kogan. Aceste acuzații fac public scandalul Cambridge Analytica și o conduc pe Wylie să depună mărturie în Parlamentul Marii Britanii și să menționeze numele unui fost director la Cambridge Analytica, Brittany Kaiser. O parte polarizantă, dar esențială a scandalului Cambridge Analytica, Wylie a scris un dezvăluitor numit Mindf*ck în 2019.
Realizatorii de film o urmăresc pe Brittany Kaiser în Thailanda, unde se gândește să devină un avertizor de integritate și să facă publice informații despre Cambridge Analytica sau să evite întrebările și anchetele presei. Cu ajutorul antreprenorului social, scriitorului și organizatorului de origine britanică, Paul Hilder, ea decide să se întoarcă la Washington DC, pentru a face curățenie. Cu ajutorul unor documente specifice din arhivele ei personale Cambridge Analytica, Kaiser explică microtargetarea eficientă a persoanelor nebănuitoare, în special a celor pe care ea le numește „persuadabili”, de către Cambridge Analytica la alegerile din 2016 din SUA.

## Distribuție
- Carole Cadwalladr, jurnalist de investigație britanic și scriitor de lungmetraj pentru The Observer.
- David Carroll, profesor asociat de design media la Parsons School of Design de la The New School, care a depus o plângere oficială împotriva Cambridge Analytica în conformitate cu Legea privind protecția datelor din Regatul Unit din 1998 pentru a-și obține datele, profilul și scorul.[13]
- Brittany Kaiser, fost director de dezvoltare a afacerilor al SCL Group, compania-mamă a Cambridge Analytica.
- Julian Wheatland, ultimul CEO și fost COO și CFO al Cambridge Analytica, președinte al SCL.
- Roger McNamee, administrator de fond și capitalist de risc, un investitor timpuriu în Facebook.
- Christopher Wylie, fost director de cercetare la Cambridge Analytica și avertizor de integritate.

## Recepție
The Great Hack deține un rating de 85% pe Rotten Tomatoes, pe baza a 54 de recenzii cu o evaluare medie de 7,1/10. Consensul agregatorului de recenzii spune: „The Great Hack oferă o privire alarmantă asupra modului în care datele sunt folosite ca arme pentru câștig politic – și ce ar putea însemna pentru viitoarele alegeri.” Peter Bradshaw, scriind în The Guardian, a spus că filmul se referă la „cel mai mare scandal al timpului nostru: semnul de întrebare gigantic asupra legalității votului pentru Brexit”, și i-a acordat cinci stele. Numind filmul „un avertisment terifiant” și „cel mai important document din acest an”, Refinery 29 a scris: „The Great Hack arată clar cât de adâncă poate – și ajunge – această supraveghere din umbră”.
A fost nominalizat la premiul Emmy pentru cel mai bun documentar sau special non-ficțiune de către Academia de Arte și Științe Televizoare, nominalizat pentru cel mai bun documentar de către Academia Britanică de Arte de Film și Televiziune și nominalizat pentru cea mai bună scriere de către Asociația Internațională a Documentarelor. Filmul a primit un premiu pentru realizare remarcabilă în design grafic sau animație de la Cinema Eye Honors.